# Мангабеи
Мангабеи, или мангобеи, или черномазые обезьяны (лат. Cercocebus), — род приматов из семейства мартышковых, состоящий из 6 видов. Отличительной чертой является голое верхнее веко, кожа которого светлее, чем кожа лица и шерсть. Похожие роды — Lophocebus и Rungwecebus, когда-то все животные из этих трёх родов помещались в один род, однако теперь считается, что Lophocebus и Rungwecebus больше близки павианам из рода Papio, тогда как черномазые обезьяны ближе к мандрилу.

## Виды
- Cercocebus agilis Milne-Edwards, 1886 — Прыткий мангабей
- Cercocebus atys Audebert, 1797 — Дымчатый мангобей
- Cercocebus chrysogaster Lydekker, 1900
- Cercocebus galeritus Peters, 1879 — Хохлатый мангабей
- Cercocebus sanjei Mittermeier, 1986
- Cercocebus torquatus Kerr, 1792 — Красноголовый мангобей